# L'Ange-Gardien, Capitale-Nationale
L'Ange-Gardien är en kommun i provinsen Québec i Kanada. Den ligger i regionen Capitale-Nationale, i den sydöstra delen av landet, 400 km öster om huvudstaden Ottawa.